# Schwarzes Herz
Das Schwarze Herz, in einigen Karten auch Schwarzer See genannt, ist ein See auf dem Gebiet der Gemeinde Korswandt auf der Insel Usedom im Landkreis Vorpommern-Greifswald, Mecklenburg-Vorpommern. Das Gewässer befindet sich in der Endmoränenlandschaft zwischen dem Wolgastsee und dem Zerninsee etwa 180 Meter entfernt von der deutsch-polnischen Grenze.
Der birnenförmige See hat eine ungefähre Fläche von 1,5 Hektar bei einer Nord-Süd-Ausdehnung von 205 Metern und einer maximalen Breite von 120 Metern in west-östlicher Richtung. Über einen normalerweise trockenen Graben kann er bei hohen Wasserständen nach Norden zur Grenze entwässern, wo sich das alte Wasserwerk der Stadt Swinemünde (poln. Świnoujście) befindet. Der See ist komplett von Wald umgeben. An seinem Südufer befindet sich ein kleiner Rastplatz und ein Steg.
Der See bildete, wie unter anderem auf der Schmettauschen Karte von 1780 dargestellt, bis ins 19. Jahrhundert das südöstliche Ende des Wolgastsees.